# Drosopigí (ort i Grekland, Grekiska fastlandet)
Drosopigí är en ort i Grekland.   Den ligger i prefekturen Nomós Evrytanías och regionen Grekiska fastlandet, i den centrala delen av landet, 210 km väster om huvudstaden Aten. Drosopigí ligger 1 281 meter över havet och antalet invånare är 175.
Terrängen runt Drosopigí är bergig åt nordost, men åt sydväst är den kuperad. Drosopigí ligger uppe på en höjd. Runt Drosopigí är det mycket glesbefolkat, med 7 invånare per kvadratkilometer. Närmaste större samhälle är Paravóla, 16,7 km söder om Drosopigí. 